# International Accounting Standards Committee
Het IASC, het International Accounting Standards Committee is op 29 juni 1973 opgericht. Vanuit de wereld van de financiële verslaglegging was er behoefte aan internationale afspraken. Vertegenwoordigers uit Australië, Canada, Duitsland, Frankrijk, Japan, Mexico, Nederland, het Verenigd Koninkrijk en Ierland en de Verenigde Staten kwamen bij elkaar en vormden Het IASC, of beter, werden het bestuur van het IASC. In 2001 zijn de taken van het IASC overgenomen door de International Accounting Standards Board (IASB).

## Groei
Na de oprichting was het bestuur samengesteld uit vertegenwoordigers uit de negen genoemde landen. Het bestuur groeide tot een uiteindelijk aantal van negentien personen. Deze negentien zijn in 2001 de Trustees van de IASC Foundation, de overkoepelende stichting voor de IASB, geworden.
De negen leden van de start worden al in het volgende jaar uitgebreid met zes aspirant-leden, die in 1977 leden worden, de board wordt dan uitgebreid naar elf leden. In 1982 wordt de board dertien landen, plus vier "organisaties met een belang bij financiële verslaglegging".  In 1988 treedt de FASB, de Amerikaanse standaard-regelgever als waarnemer toe tot de board, gevolgd door de EC in 1990 en China in 1997. In 1998 zijn 100 landen lid van de IASC.

## Standaarden
De IASC is van het begin af aan bezig om standaarden te definiëren, om standaarden in overeenstemming met elkaar te brengen. De eerste versie van de IAS, de International Accounting Standards verschijnt in 1987, deze versie is de basis voor verdere discussies met regelgevers. In 1998 wordt dit werk –voorlopig- afgerond met het publiceren van IAS 39 over financiële instrumenten.
De beschikbaarheid van de standaarden maakt dat vervolgens stap voor stap de standaarden geïntroduceerd worden. De eerste stap was dat België, Duitsland, Frankrijk en Italië de multinationals toestonden om de standaarden te gebruiken voor hun verslaglegging, in 2001 bepaalt de EC dat het vanaf 1 januari 2005 voor alle Europese (beursgenoteerde) bedrijven verplicht is om volgens die standaarden te publiceren.  

## Samenwerking
In 1976 gaat het IASC samenwerken met een groep van tien toezichthouders op banken (Nationale banken). Doel is om, te komen tot een algemene standaard voor de financiële verslaglegging door banken.
In 1977 wordt de International Federation of Accountants (IFAC) gevormd, als zelfstandige eenheid voor de accountants-beroepsgroep. De IASC is hier onafhankelijk van, maar onderhoudt wel sterke banden. De Europese federatie, de Fédération des Experts Comptables Européens is hier actief bij betrokken, evenals de ledenorganisaties, voor Nederland en België:
- Koninklijk Nederlands Instituut Van Registeraccountants (Nivra)
- Institut Des Experts– Comptables Et Des Conseils Fiscaux (IEC)
- Instituut Van De Accountants En De Belasting Consulenten (IAB)
- Institut Des Reviseurs D’ Entreprises (IRE)
- Instituut Der Bedrijfsrevisoren (IBR)

De IASC is ook voortdurend in overleg met andere regelgevende organisaties, zoals:
- de IOSCO, International Organization of Securities Commissions, die toezicht en regelgeving op het terrein van de financiële markten coördineert (leden van de IOSCO zijn bijvoorbeeld de Nederlands AFM, de Belgische BFIC, de Amerikaanse SEC)
- Het Bazel Committee, de vertegenwoordiger van de verzamelde centrale bankiers
- Internationale organisaties, zoals UN commissies, de OECD, de Wereldbank
- Allerlei nationale en multinationale groepen, zoals de FASB, de SEC, de FEE, etc.